# トレビン・ウェイド
トレビン・ウェイド（Trevin Wade 1989年8月1日- ）は、テキサス州オースティン出身のアメリカンフットボール選手。ポジションはコーナーバック。

## 経歴
テキサス州ラウンドロックの高校に進学、大学入学を前に Rivals.com からは二つ星と評価された。
リクルーティングを受けてアリゾナ大学に進学した。大学では3シーズンで先発し、2年次と4年次にパシフィック12カンファレンスのオールチームに選ばれた。2年次に71タックル、5インターセプト、3年次に47タックル、1インターセプト、4年次に52タックル、2インターセプトをあげた。通算182タックル、12インターセプト、2TDをあげた。
2月のNFLスカウトコンバインの40ヤード走では、4秒59とコーナーバックの中位の数字を出した。
2012年のNFLドラフト7巡でクリーブランド・ブラウンズに指名された。5月10日、ブラウンズと4年契約を結んだ。トレーニングキャンプではバスター・スクライン、ディミトリ・パターソン、ジェームズ・ドッカリー、テイショーン・ギプソンらと第3のコーナーバックの座を争った。レギュラーシーズンではジョー・ヘイデン、シェルドン・ブラウン。パターソン、スクラインに次ぐ第5のコーナーバックとしてロースターに残った。
この年13試合に出場し、17タックルをあげた。主にスペシャルチームでプレーした。
2013年のトレーニングキャンプの練習中、インターセプトしようとした際に、肩を負傷、8月28日にウェーバーされた。11月18日、先発CBジャバリ・グリーアが負傷したニューオーリンズ・セインツと契約を結んだ。セインツはこの年グリアおよびパトリック・ロビンソンが故障者リスト入りした。この年彼はセインツでレギュラーシーズン2試合に出場した。12月のタンパベイ・バッカニアーズ戦でヴィンセント・ジャクソンへのパスを防いだ。チームは11勝5敗でプレーオフに進出、フィラデルフィア・イーグルスとのワイルドカードプレーオフで1タックルを記録した。
2014年2月、セインツと再契約を結んだ。9月17日、ウェイバーされた。同年11月3日、デトロイト・ライオンズとプラクティススクワッド契約を結びシーズン終了まで在籍した。
2015年1月13日、ニューヨーク・ジャイアンツとフューチャー契約を結んだ。オフシーズンにチャイキー・ブラウン、ジェイロン・ホズリー、トルメイン・マクブライド、ベネット・ジャクソン、マイク・ハリス、チャンドラー・フェナー、ジョシュ・ゴーディと控えコーナーバックの座を争った。ドミニク・ロジャース＝クロマティ、プリンス・アムカムラに次ぐ第3のコーナーバックとして開幕ロースターに残った彼は10月19日のフィラデルフィア・イーグルス戦では大胸筋を痛めているプリンス・アムカムラに代わり先発出場し6タックルをあげた。また続くダラス・カウボーイズ戦では7タックルをあげた。12月6日のニューヨーク・ジェッツ戦で2度目の先発出場を果たし、6ソロタックルをあげた。
2016年のシーズンオフは、トレメイン・ジェイコブス、ベネット・ジャクソン、レオン・マクファデン、マイケル・ハンター、マット・スマリー、ドンテ・ディーヨンとポジションを争った。ニューイングランド・ペイトリオッツとのプレシーズンゲームではトム・ブレイディのパスをインターセプトした。レギュラーシーズンではジャノリス・ジェンキンス、ドミニク・ロジャース＝クロマティ、イーライ・アップルに次ぐ第4のコーナーバックとしてレギュラーシーズンを迎えた。11月のフィラデルフィア・イーグルス戦では第4Qに相手のタッチダウンを阻止し28-23の勝利に貢献した。この年彼は先発2試合を含む16試合に出場し52タックル、1ファンブルフォースを記録した。チームは11勝5敗でプレーオフに進出、ワイルドカードプレーオフでグリーンベイ・パッカーズに敗れた。
2017年8月7日、ボルチモア・レイブンズと契約を結んだ。9月1日の最終ロースターカットでレイブンズから解雇された。
NFLでは4チームで47試合に出場し95タックル、11パスディフェンス、4ファンブルリカバー、1ファンブルフォースの成績を残した。
2020年2月、テキサス大学エルパソ校のコーナーバックコーチに就任した。